# Enrico II di Laach

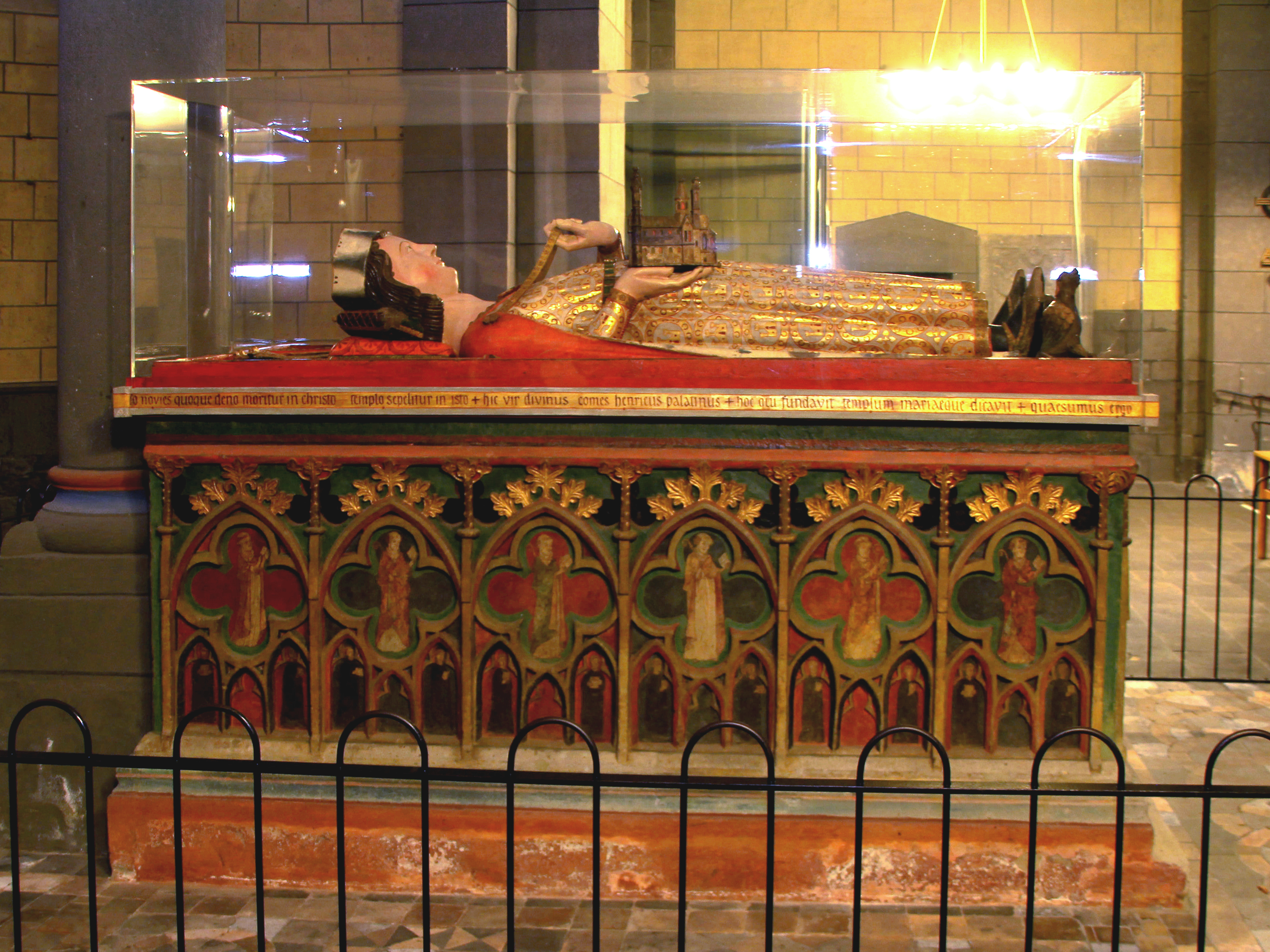
Tomba del conte palatino del Reno Enrico II di Laach nell'abbazia di Maria Laach.

Enrico II di Laach (ca. 1050 – Castello di Laach, 23 ottobre 1095) fu il primo conte palatino del Reno dal 1085, o al più tardi dal 1087, fino alla sua morte.

## Origine
Le origini di Enrico non sono chiare, ma è noto che Enrico fosse nipote del conte Federico di Lussemburgo e pronipote dell'imperatrice Cunegonda. Pertanto, è molto probabilmente che appartenesse al ramo di Gleiberg-Lussemburgo dell'antico casato delle Ardenne. La versione più nota afferma che il padre di Enrico fosse Teodorico di Lussemburgo, il quintogenito di Federico, che a differenza dei suoi fratelli maggiori è attestato solo nel 1012 e 1057. In alternativa, in letteratura si è supposto che sia figlio del conte di Gleiberg Ermanno I, fratello di Teodorico.
Anche se non è chiaro quale legame di parentela li legasse, è possibile che Enrico abbia ereditato da Teodorico l'area meridionale del lago di Laach, sulla sponda orientale del quale fece costruire il suo castello di Laach. 
Enrico era conte di Mayengau e Engersgau. Come gli altri membri del proprio casato, Enrico di Laach si schierò dalla parte di Enrico IV nel conflitto che lo oppose ai principi ribelli guidati dagli anti-re Rodolfo di Rheinfelden ed Ermanno di Salm, unico membro del casato lussemburghese a opporsi al sovrano. Enrico di Laach fu presente al fianco del sovrano anche nella decisiva battaglia sull'Elster del 1080.

## Conte palatino del Reno
La futura moglie di Enrico, Adelaide di Weimar-Orlamünde (ca. 1055 – Echternach, 28 marzo 1100), figlia di Ottone I di Meißen, aveva sposato in prime nozze l'ascanide Adalberto II di Ballenstedt. Una volta rimasta vedova sposò l'azzone Ermanno II di Lotaringia, ultimo conte palatino di Lotaringia della sua dinastia.
Nel 1085 Ermanno morì ed Enrico II di Laach sposò Adelaide. Questo matrimonio gli consentì di ereditare il titolo comitale palatino di Lotaringia, inoltre, Enrico IV gli conferì il titolo di conte palatino del Reno come ricompensa per la sua lealtà. L'unione di queste due contee palatine rappresentò il primo nucleo del futuro Elettorato del Palatinato. Nel 1090 fece da amministratore imperiale per l'imperatore che soggiornava in Italia. Nel 1093 Enrico e Adelaide fondarono l'abbazia di Santa Maria Laach.

## Successione
Enrico adottò il figlio di primo letto di Adelaide, Sigfrido, che nel 1099, dopo la morte del patrigno, divenne suo successore come conte palatino del Reno.

## Fondazione dell'Abbazia di Laach

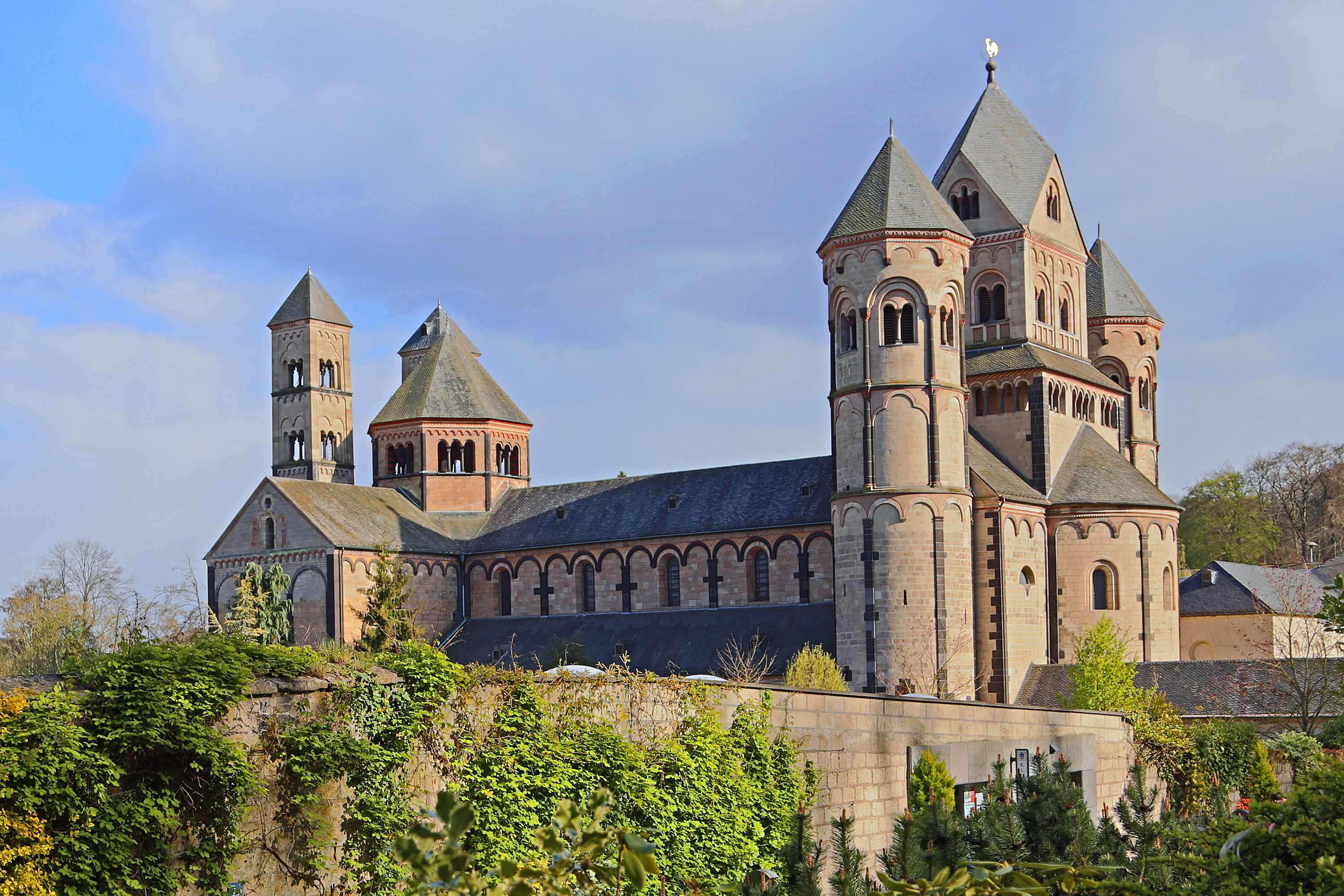
Chiesa abbaziale di Maria Laach

Nel 1093 Enrico e Adelaide fondarono l'Abbazia di Laach (in latino Abbatia ad Lacum) sulla sponda sud-occidentale del Laacher See nell'Eifel, fronte al castello che fecero costruire a Laach. Nonostante nel corso dei secoli sia attestato il nome di "Santa Maria ad Lacum" il nome ufficiale rimase privo d'intitolazione. Solo nel 1863 i Gesuiti ribattezzarono ufficialmente l'abbazia "Santa Maria di Laach". L'atto di fondazione riporta: 
Da ich kinderlos bin, habe ich unter Zustimmung und Mitwirkung meiner Gemahlin Adelheid zum Heil meiner Seele und zur Erlangung des ewigen Lebens auf meinem väterlichen Erbe, nämlich in Laach, zu Ehren der heiligen Gottesmutter Maria und des heiligen Nikolaus ein Kloster gegründet als Wohnsitz für solche, die die Mönchsregel befolgen. In Gegenwart und unter der Zeugenschaft des Herrn Heilbert, des verehrungswürdigen Erzbischofs von Trier, habe ich diesem aus eigenen Gütern eine Mitgift bereitet [...]»
Poiché sono senza figli, con il consenso e la collaborazione di mia moglie Adelaide, per la salvezza della mia anima e per ottenere la vita eterna, sulla mia eredità paterna, precisamente a Laach, in onore della Santa Madre di Dio Maria e di San Nicola, ho fondato un monastero come residenza per coloro che obbediscono alla regola monastica. Alla presenza e sotto la testimonianza del signor Egilberto, venerabile arcivescovo di Treviri, ho preparato una dote per lui dalla mia proprietà [...]»
Ciò diede alla futura abbazia un doppio patrocinio. I primi monaci e i costruttori arrivarono dall'abbazia di San Massimino, vicino a Treviri, su invito dell'arcivescovo di Treviri Egilberto di Rothenburg, il quale era presente alla posa della prima pietra e appoggiò con benevolenza il progetto.
Nel 1095, dopo la morte di Enrico, i lavori di costruzione furono probabilmente proseguiti da Adelaide e non furono interrotti fino alla sua morte, avvenuta nel 1100. Furono poste le fondamenta per la cripta, la navata, la crociera e la parte est del transetto, con la muratura che talvolta era larga più di tre metri. Fu solo nel 1112 che il figliastro ed erede di Enrico, il conte palatino del Reno Sigfrido, rinnovò la fondazione e fece riprendere i lavori di costruzione. Nel 1127 Giselberto di Affligem (... – Laach, 1152) fu inviato dall'abbazia di Affligem nel Brabante a svolgere il ruolo di priore di Laach, che inizialmente dipendesse da Affligem. Nel 1138 il priorato venne elevato ad abbazia e Giselberto divenne il suo primo abate.